# Crinodendron patagua
Crinodendron patagua är en tvåhjärtbladig växtart som beskrevs av Juan Ignacio Molina. Crinodendron patagua ingår i släktet Crinodendron och familjen Elaeocarpaceae. Inga underarter finns listade i Catalogue of Life.